# T對偶
T對偶是弦論中的一種對偶性，適用於弦論的九維空間中，把緊致空間半徑為R的理論與緊致空間半徑為1/R的理論聯繫起來。於是當在一種理論的物理圖景中有一維度被捲縮成圓形空間時，在另外一種理論的物理圖景中則有某一維度位於半徑很大的圓上(這一維度基本上未被緊致化)。然而這兩種理論描述的卻是同樣的物理圖景。
IIA型弦和IIB型弦理論是以T對偶性相聯繫的，而O型雜弦和E型雜弦也是以T對偶性相聯繫的。